# Ivar Nordberg
Stig Ivar Nordberg, född 18 december 1933 i Njurunda församling i Västernorrlands län, död 17 juni 2014 i Trångsund-Skogås församling i Stockholms län, var en socialdemokratisk politiker.
Nordberg utbildade sig till byggnadssnickare och engagerade sig i SSU. Han var 1961–1971 anställd i Byggnadsarbetareförbundet. Efter andrakammarvalet 1968 tog Nordberg plats i riksdagen för Socialdemokraterna där han efter riksdagsvalet 1985 blev den socialdemokratiska riksdagsgruppens ledare. Han utsågs till industriminister 1988. Efter avgången 1990 var Nordberg landshövding i Södermanlands län fram till 1996.